# 14e cérémonie des Chlotrudis Awards
La 14e cérémonie des Chlotrudis Awards, décernés par la Chlotrudis Society for Independent Film, a eu lieu en 30 mars 2008 et a récompensé les meilleurs films indépendants de l'année précédente.

## Palmarès

### Meilleur film
- Once – Réal. : John Carney
  - Linda Linda Linda (リンダ リンダ リンダ) – Réal. : Nobuhiro Yamashita
  - La Vie des autres (Das Leben der Anderen) – Réal. : Florian Henckel von Donnersmarck
  - No Country for Old Men – Réal. : Joel et Ethan Coen
  - Protagonist – Réal. : Jessica Yu
  - There Will Be Blood – Réal. : Paul Thomas Anderson

### Meilleur réalisateur
- Paul Thomas Anderson pour There Will Be Blood
  - Joel et Ethan Coen pour No Country for Old Men
  - Julia Loktev pour Day Night Day Night
  - Sarah Polley pour Loin d'elle (Away from Her)
  - Julian Schnabel pour Le Scaphandre et le Papillon
  - Tsai Ming-liang pour I Don't Want to Sleep Alone (黑眼圈)

### Meilleur acteur
- Daniel Day-Lewis pour le rôle de Daniel Plainview dans There Will Be Blood
  - Casey Affleck pour le rôle de Robert Ford dans L'Assassinat de Jesse James par le lâche Robert Ford (The Assassination of Jesse James by the Coward Robert Ford)
  - Ryan Gosling pour le rôle de Lars Lindstrom dans Une fiancée pas comme les autres (Lars and the Real Girl)
  - Philip Seymour Hoffman pour le rôle d'Andy Hanson dans 7 h 58 ce samedi-là (Before the Devil Knows You're Dead)
  - Gordon Pinsent pour le rôle de Grant Anderson dans Loin d'elle (Away from Her)
  - Sam Riley pour le rôle d'Ian Curtis dans Control

### Meilleure actrice
- Kate Dickie pour le rôle de Jackie Morrison dans Red Road
  - Julie Christie pour le rôle de Fiona Anderson dans Loin d'elle (Away from Her)
  - Mirjana Karanovic pour le rôle d'Esma dans Sarajevo, mon amour (Grbavica)
  - Elliot Page pour le rôle de Juno MacGuff dans Juno
  - Sarah Polley pour le rôle de Hanna dans The Secret Life of Words
  - Parker Posey pour le rôle de Fay Grim dans Fay Grim

### Meilleur acteur dans un second rôle
- Paul Dano pour le rôle de Paul Sunday / Eli Sunday dans There Will Be Blood
  - Mircea Andreescu pour le rôle d'Emanoil Piscoci dans 12 h 08 à l'est de Bucarest (A fost sau n-a fost?)
  - Javier Bardem pour le rôle d'Anton Chigurh dans No Country for Old Men
  - Kene Holliday pour le rôle de Clarence dans Great World of Sound
  - J. K. Simmons pour le rôle de Mac MacGuff dans Juno
  - Steve Zahn pour le rôle de Duane W. Martin dans Rescue Dawn

### Meilleure actrice dans un second rôle
- Cate Blanchett pour le rôle de Jude Quinn dans I'm Not There
  - Bae Doona pour le rôle de Son dans Linda Linda Linda (リンダ リンダ リンダ)
  - Allison Janney pour le rôle de Bren MacGuff dans Juno
  - Margo Martindale pour le rôle de Carol dans Paris, je t'aime
  - Aurora Quattrocchi pour le rôle de Fortunata Mancuso dans Golden Door (Nuovomondo)
  - Adrienne Shelly pour le rôle de Dawn dans Waitress

### Meilleure distribution
- Waitress
  - Exilé (放‧逐)
  - The Host (괴물)
  - Une fiancée pas comme les autres (Lars and the Real Girl)
  - Linda Linda Linda (リンダ リンダ リンダ)
  - No Country for Old Men

### Meilleur scénario original
- La Vie des autres (Das Leben der Anderen) – Florian Henckel von Donnersmarck
  - Fay Grim – Hal Hartley
  - Golden Door (Nuovomondo) – Emanuele Crialese
  - Juno – Diablo Cody
  - Linda Linda Linda (リンダ リンダ リンダ) – Kōsuke Mukai, Wakako Miyashita et Nobuhiro Yamashita

### Meilleur scénario adapté
- Loin d'elle (Away from Her) – Sarah Polley
  - Le Scaphandre et le Papillon – Ronald Harwood
  - No Country for Old Men – Joel et Ethan Coen
  - Persepolis – Marjane Satrapi et Vincent Paronnaud
  - There Will Be Blood – Paul Thomas Anderson

### Meilleur design visuel
(ex æquo)
- Le Labyrinthe de Pan (El laberinto del fauno)
- Paprika (パプリカ)
  - Des trous dans la tête (Brand Upon the Brain!)
  - Le Scaphandre et le Papillon
  - Persepolis
  - Les Larmes du tigre noir (ฟ้าทะลายโจร)

### Buried Treasure
- 12 h 08 à l'est de Bucarest (A fost sau n-a fost?)
  - Cama adentro
  - Romántico
  - Les Larmes du tigre noir (ฟ้าทะลายโจร)
  - Petits suicides entre amis (Wristcutters: A Love Story)

### Meilleur film documentaire
- Protagonist
  - Helvetica
  - The King of Kong (The King of Kong: A Fistful of Quarters)
  - Kurt Cobain About a Son
  - Lake of Fire
  - No End in Sight

### Meilleur court métrage
- Girls Room
  - 27,000 Days
  - Assault
  - Caught in Paint
  - Diva
  - Fish, But No Cigar
  - El Otro Lado
  - Raspberries
  - Shop & Save
  - Spark
  - The Truth About Faces

### Career So Far Award
- Alberta Watson